# Bay United F.C.
O Bay United F.C. foi um clube de futebol sul-africano com sede em Polokwane.

## História
O clube foi fundado em 2006. A equipe competiu na National First Division e Premier Soccer League.
Em 2012, o clube foi realocado se tornando Polakwane City FC e Bay Stars F.C..